# Cerkev sv. Ane, Pameče
Cerkev svete Ane je podružnična cerkev Župnije Pameče, ki stoji na hribu v Pamečah med Dravogradom in Slovenj Gradcem.
Cerkev ima dva oltarja, en je posvečen zavetnici sv. Ani, drug pa je njenemu možu Jakobu (staršema sv. Marije). Stavba je razglašena za kulturni spomenik lokalnega pomena.